# آنا و سلطان سیام (رمان)

چاپ نخست (publ. John Day)

آنا و سلطان سیام (انگلیسی: Anna and the King of Siam) یک رمان زندگی‌نامه‌ای نیمه تخیلی نوشته مارگرت لندان نویسنده آمریکایی که در سال ۱۹۴۴ میلادی منتشر شده است

## اقتباس‌ها
اقتباس‌های زیر بر اساس این رمان انجام گرفته است:
- آنا و سلطان سیام (فیلم ۱۹۴۶)
- پادشاه و من (نمایش موزیکال ۱۹۵۱)
- پادشاه و من (فیلم موزیکال ۱۹۵۶)
- آنا و سلطان (مجموعه تلویزیونی ۱۹۷۲)
- پادشاه و من (فیلم پویانمایی موزیکال ۱۹۹۹)
- آنا و شاه (۱۹۹۹ فیلم)